# William Bloke
William Bloke è il settimo album in studio del cantante britannico Billy Bragg, pubblicato nel 1996.

## Tracce
1. From Red to Blue
2. Upfield
3. Everybody Loves You Babe
4. Sugar Daddy
5. A Pict Song
6. Brickbat
7. The Space Race Is Over
8. Northern Industrial Town
9. The Fourteenth of February
10. King James Version
11. Goalhanger